# Marie-Amice Picard
Marie-Amice Picard, ou Marie Amice Picard, (née le 2 février 1599 à Guiclan ; morte le 25 décembre 1652 à Saint-Pol-de-Léon) est une mystique bretonne née dans le diocèse de Léon ; elle est l'une des figures les plus énigmatiques du XVIIe siècle breton dont le cas fit l'objet de vives polémiques, y compris par de grands esprits de son temps comme Descartes ou Huyghens.

## Sa vie
Née au hameau de Kergam dans la paroisse de Guiclan, dans le diocèse de Léon, fille de Jean Picard et d'Agathe Malegoll, des paysans pauvres, elle garda d'abord les troupeaux et devint ensuite tisserande chez un certain Christophe Abgrall, un julod. Influencée dès l'âge de 7 ans par un sermon, elle promit à Dieu de faire toutes ses volontés, de rester vierge et de souffrir les tourments des martyrs. Elle refusa toutes les demandes en mariage et résista victorieusement à une tentative de viol. Le 7 août 1635, alors qu'elle est âgée de 35 ans, commencent ses stigmates, accompagnés de visions et d'extases. Pendant 18 ans, elle aurait vécu miraculeusement au milieu de supplices épouvantables, endurant les souffrances des martyrs chrétiens à leurs dates anniversaires respectives (on  l'a appelée un « martyrologe vivant ») et rejetant toute nourriture autre que l'Eucharistie.

« Les supplices commençaient la veille des fêtes, à l'heure des premières vêpres. Marie-Amice Picard se sentait disloquée dans tous ses membres, disloquée, comme sur un chevalet, flagellée, écorchée vive, criblée de flèches aigües, brûlée sur un gril, plongée dans l'huile bouillante, décapitée même, comme un saint Cyriaque, un saint Barthélémy, un saint Sébastien, un saint Laurent, un saint Jean l'Évangéliste, un saint Jean-Baptiste. (...). La veille de la Toussaint 1638, elle endura les peines du Purgatoire et entrevit celles de l'Enfer. (...). Lors du Vendredi saint de l'année 1639, elle vécut la passion du Christ de telle manière que « tous ceux qui étaient dans sa chambre entendaient les coups, comme si l'on eût fiché les clous dans le bois » et voyaient « le sang ruisseler sur son front et sur son corps » ; une demi-heure avant midi, elle parut crucifiée. Lors de la fête de saint Sébastien en 1641, on compta sur son corps 117 blessures. (...) Le 1er juillet 1641 au matin, on la trouva tout le corps écorché et les vêtements parsemés de verres cassés, d'huile et de résine. »

Sa vie est connue grâce au manuscrit présenté par le prédicateur breton Julien Maunoir. Ce manuscrit a beaucoup intrigué les commentateurs et a fait l'objet de commentaires divers. Par exemple Xavier-Auguste Séjourné a écrit à son propos : « Nos idées modernes ne sont plus faites à de pareilles épreuves. Nous sommes tentés de rejeter a priori ces merveilleuses singularités, dont les témoins ont été si nombreux à Saint-Pol-de-Léon ». Hyppolyte Le Gourvello a parlé de « pages impossibles à publier, tellement elles sont naïves et étranges ».

## Ses persécutions et sa mort

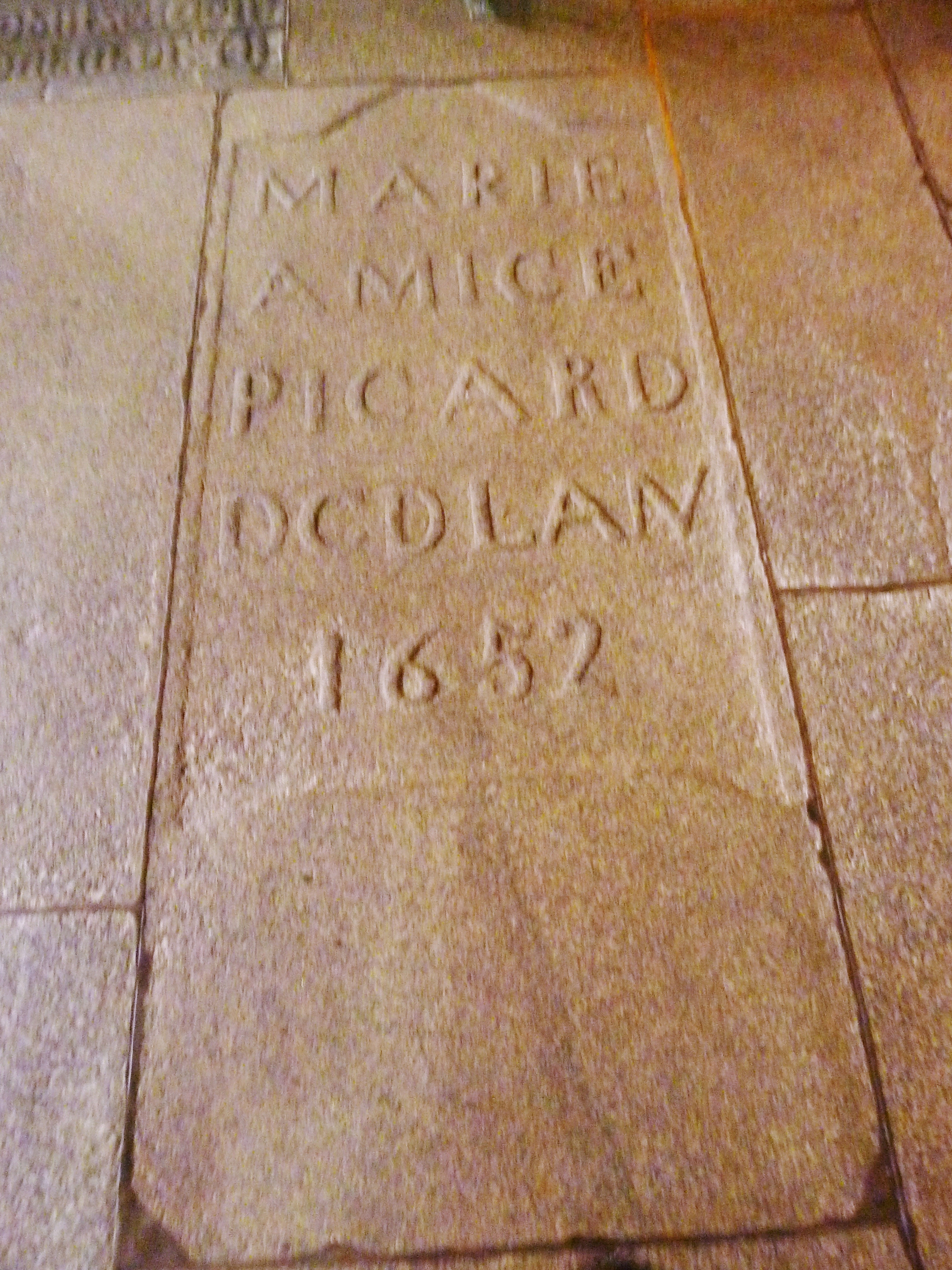
Cathédrale Saint-Paul-Aurélien de Saint-Pol-de-Léon : pierre tombale de Marie-Amice Picard

Accusée de sorcellerie (les assemblées sabbatiques étaient alors très fréquentées en Bretagne) et dénoncée par la vindicte populaire, l'évêque de Léon, Robert Cupif, la fit soumettre à la question[réf. nécessaire]. Elle fut alors reconnue « une extatique très loyale et très chrétienne ». Elle fut aussi soutenue par l'évêque de Cornouaille, René du Louët. Elle mourut le jour de Noël 1652 après avoir souffert pendant plusieurs jours une agonie ressemblant à celle de Jésus-Christ, et fut inhumée dans la cathédrale de Saint-Pol-de-Léon ; une dalle dans la cathédrale marque l'emplacement où elle a été inhumée.

## Son culte
Bien que non reconnue comme sainte officiellement par l'église catholique, elle a fait l'objet d'un culte populaire. On conduisait fréquemment jadis à son tombeau les petits enfants pour les faire marcher plus tôt.

## Des cas analogues: Catherine Daniélou et Armelle Nicolas
Une autre mystique bretonne vécut au même moment à la pointe de Bretagne : il s'agit de Catherine Daniélou, née à Quimper en 1619, qui subit dans sa jeunesse des sévices de la part d'un grand-père, puis fut victime d'un mari brutal. Elle aussi eut des visions, des extases et portait des stigmates le jour du Vendredi saint. Elle mourut lors d'un pèlerinage le 4 novembre 1667 à Saint-Guen (Côtes-d'Armor actuellement).
Dans le diocèse de Vannes, Armelle Nicolas fut aussi une mystique assez analogue.